# Rødding-Lem-Lihme-Vejby Pastorat
Rødding-Lem-Lihme-Vejby Pastorat er pastorat i Salling Provsti i Skive Kommune. 

## Beliggenhed
Pastoratet ligger længst mod sydvest i Salling, Rødding og Lihme sogne grænser op til Limfjorden (Kås Bredning), mens Lem Sogn grænser op til den tidligere fjordarm Sønder Lem Vig.

## Historie
I 1970–2006 lå pastoratets sogne i Spøttrup Kommune, Før 1970 lå sognene i Rødding Herred. 
Lem–Vejby var en sognekommune fra 1842 til 1970. Lem–Vejby er også et tidligere  pastorat. I årene før 1970 var Rødding og Lihme selvstændige sognekommuner. 

## Præster og menighedsråd
Pastoratets kirkelige og administrative ledelse varetages af Rødding–Lem–Lihme–Vejby Sognes Menighedsråd. Der er et lokalråd for Rødding Sogn.
Pastoratet har to præster. Den ene bor i Rødding, mens den anden bor i Lem.

## Sogne
Der er fire sogne i  pastoratet: 
- Rødding Sogn
- Lihme Sogn med Lihme Kirke
- Lem Sogn med Lem Kirke
- Vejby Sogn